# Острів Добржанського
Острів Добржанського (рос. Остров Добржанского) — острів у Пенжинській губі Охотського моря за 5 км на схід—північний схід від мису Обривистого (62°20′13.99″ пн. ш. 163°20′54.13″ сх. д. / 62.3372194° пн. ш. 163.3483694° сх. д.). Територія Пенжинського району Камчатського краю Російської Федерації. Названий 1915 року Гідрографічною експедицією Східного океану за прізвищем учасника експедиції капітана далекого плавання Миколи Олександровича Добржанського.
У східній частині острова височіє гора. Береги обривисті, місцями скелясті. Поблизу середини південного берега знаходиться кекур.